# Faro Quequén
Faro Quequén, es un faro de Argentina que se encuentra ubicado en la localidad de Quequén, al sur de la Provincia de Buenos Aires, a 7 km de la ciudad balnearia de Necochea. El faro funciona con energía eléctrica y tiene un equipo de emergencia que funciona a gas (mantiene las características lumínicas pero su alcance es menor, 19,4 millas náuticas).